# Bactris
Bactris är ett släkte av enhjärtbladiga växter. Bactris ingår i familjen Arecaceae.

## Bildgalleri

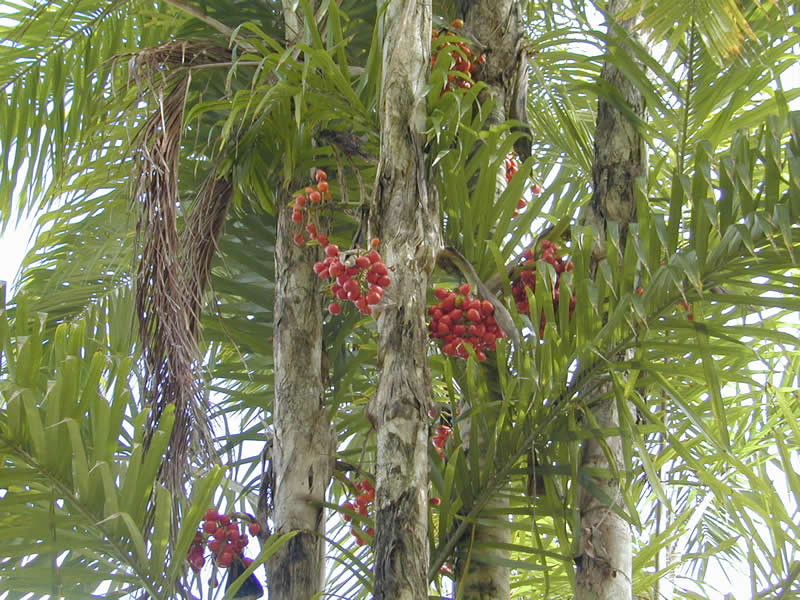

## Dottertaxa tillBactris, i alfabetisk ordning[1]
- Bactris acanthocarpa
- Bactris acanthocarpoides
- Bactris ana-juliae
- Bactris aubletiana
- Bactris bahiensis
- Bactris balanophora
- Bactris barronis
- Bactris bidentula
- Bactris bifida
- Bactris brongniartii
- Bactris campestris
- Bactris caryotifolia
- Bactris caudata
- Bactris charnleyae
- Bactris chaveziae
- Bactris coloniata
- Bactris coloradonis
- Bactris concinna
- Bactris constanciae
- Bactris corossilla
- Bactris cubensis
- Bactris cuspidata
- Bactris dianeura
- Bactris elegans
- Bactris faucium
- Bactris ferruginea
- Bactris fissifrons
- Bactris gasipaes
- Bactris gastoniana
- Bactris glandulosa
- Bactris glassmanii
- Bactris glaucescens
- Bactris gracilior
- Bactris grayumii
- Bactris guineensis
- Bactris halmoorei
- Bactris hatschbachii
- Bactris herrerana
- Bactris hirta
- Bactris hondurensis
- Bactris horridispatha
- Bactris jamaicana
- Bactris killipii
- Bactris kunorum
- Bactris longiseta
- Bactris macroacantha
- Bactris major
- Bactris maraja
- Bactris martiana
- Bactris mexicana
- Bactris militaris
- Bactris moorei
- Bactris nancibaensis
- Bactris oligocarpa
- Bactris oligoclada
- Bactris panamensis
- Bactris pickelii
- Bactris pilosa
- Bactris pliniana
- Bactris plumeriana
- Bactris polystachya
- Bactris ptariana
- Bactris rhaphidacantha
- Bactris riparia
- Bactris rostrata
- Bactris schultesii
- Bactris setiflora
- Bactris setosa
- Bactris setulosa
- Bactris simplicifrons
- Bactris soeiroana
- Bactris sphaerocarpa
- Bactris syagroides
- Bactris tefensis
- Bactris timbuiensis
- Bactris tomentosa
- Bactris turbinocarpa
- Bactris vulgaris